# ジョヴァンニ・アゴスティーノ・カッサーナ

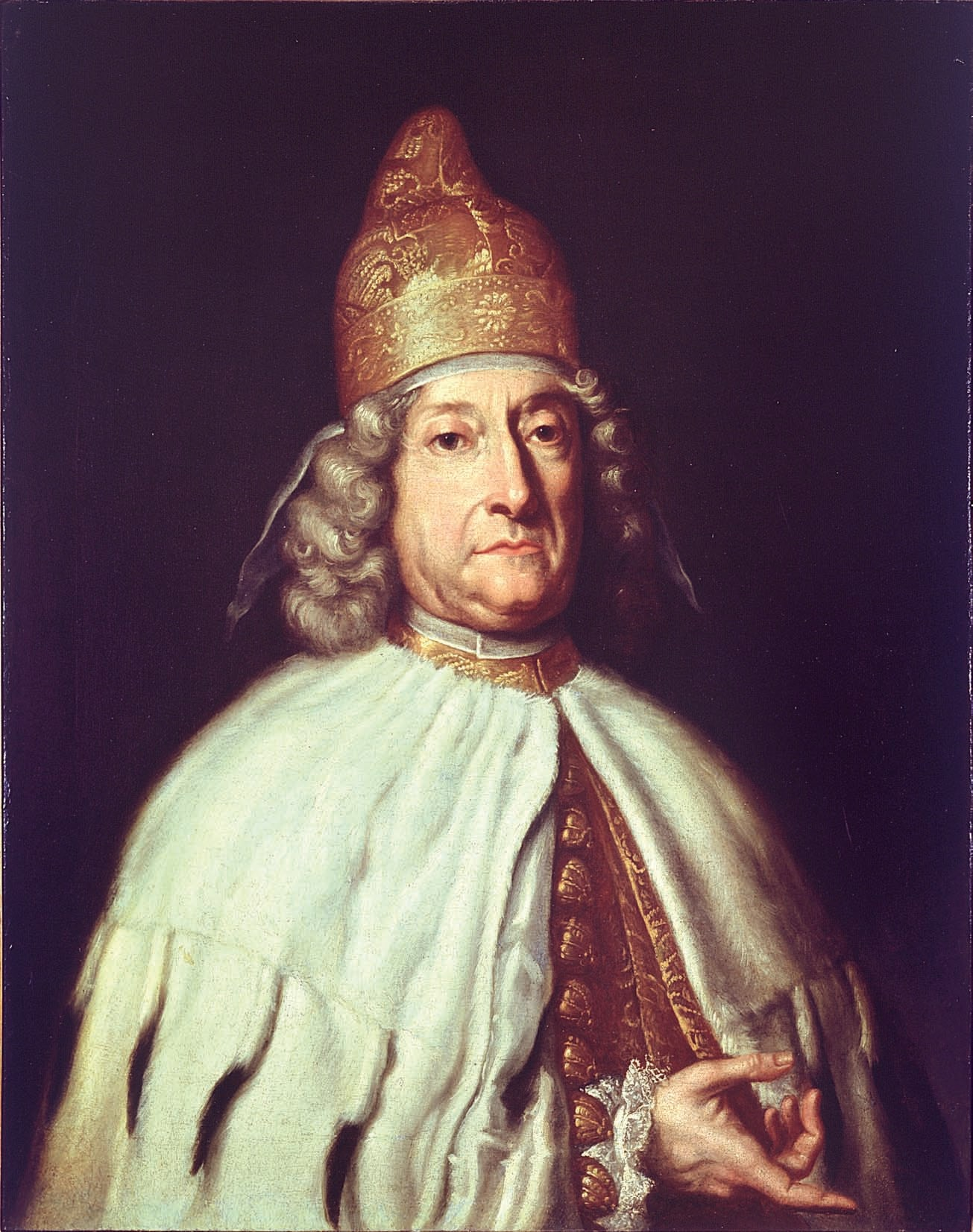
ジョヴァンニ・アゴスティーノ・カッサーナ作の肖像画、ヴェネツィアのドージェGiovanni II Cornaro (1710s)

ジョヴァンニ・アゴスティーノ・カッサーナ（Giovanni Agostino Cassana、1658年頃 - 1720年5月5日）はイタリアの画家である。小動物などを描いた作品などで知られている。

## 略歴
ヴェネツィアで生まれた。父親のジョヴァンニ・フランチェスコ・カッサーナ（Giovanni Francesco Cassana: 1611-1690）はジェノヴァに近いボルゲット・ディ・ヴァーラ出身の画家であった。父親はベルナルド・ストロッツィ（1581-1644）の弟子で、ストロッツィとともにヴェネツィアに移ってきていた。
弟のニッコロ・カッサーナ（Niccolò Cassana: 1659-1713）は肖像画家として知られ、もう一人の弟ジョヴァンニ・バッティスタ・カッサーナ（Giovanni Battista Cassana: 1668–1738) は静物画を得意とした画家になった。妹のマリア・テレサ・カッサーナ（Maria Teresa Cassana）も画家になった。 
父親から絵を学んだ。1670年にはフィレンツェに移り、フェルディナンド・デ・メディチの宮廷で働き、ヴェネツィアとフィレンツェの間を行き来して活動した。グアスタッラ公爵夫人（Maria Vittoria Gonzaga）の支援も受けた。1718年までにはジェノヴァに移り、1720年にジェノヴァで亡くなった。
肖像画でも評価されたが、アントニオ・マリア・ヴァザッロ（Antonio Maria Vassallo: c.1620-1664/1673）やジョヴァンニ・ベネデット・カスティリオーネ（1609-1664）といったジェノヴァの画家や、ヤン・フェイト（1609-1661）らのスタイルで動物を描くことを好んだ。1680年代からヴェネツィアで働いていたフランドル出身の画家ヤコブ・ファン・デル・ケルクホーフェン（Jacob van der Kerckhoven: 1636/1637-1712?）からも影響を受けた可能性がある。

## 作品

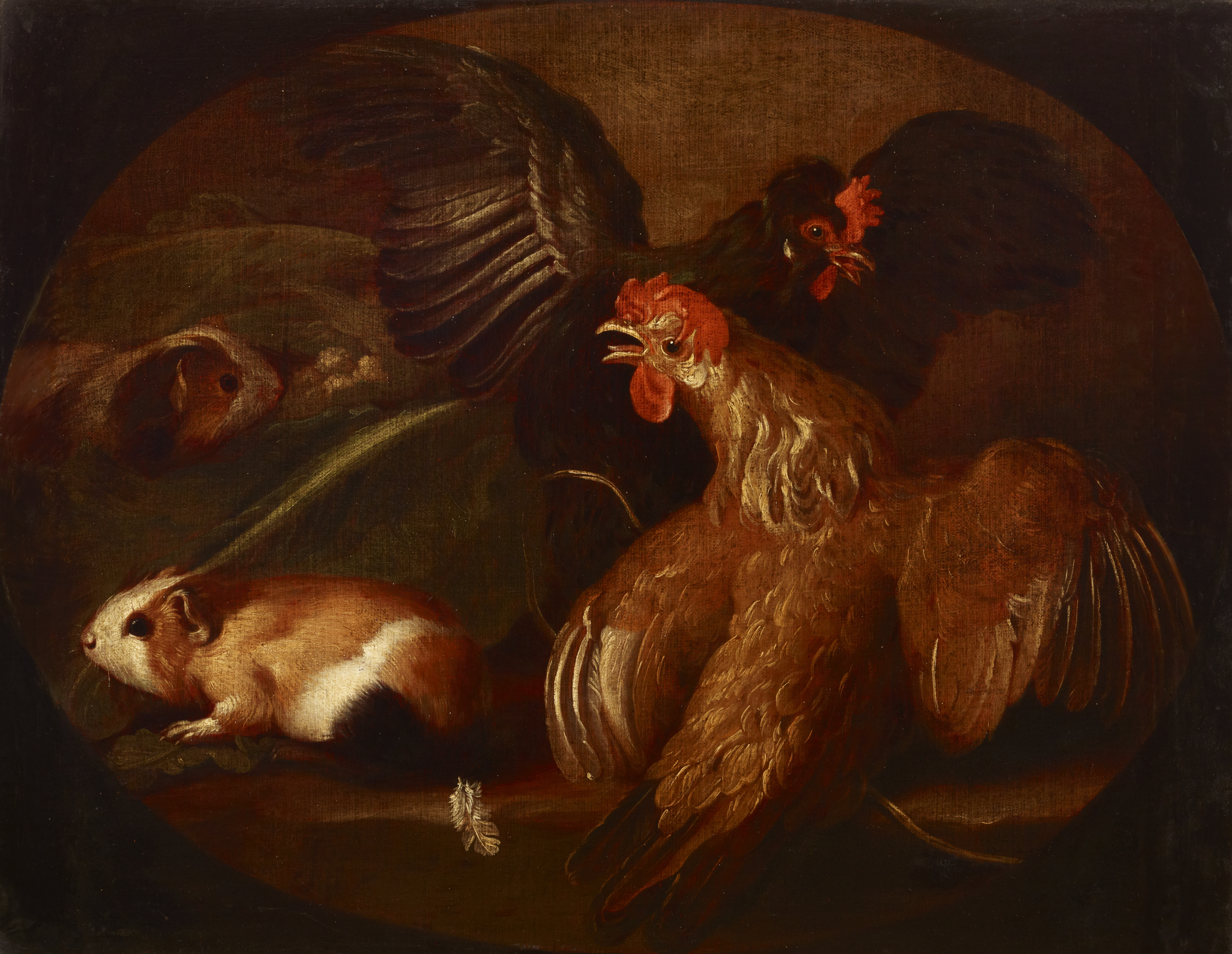
『雄鶏とモルモット』(1718/1720) クラクフ国立美術館
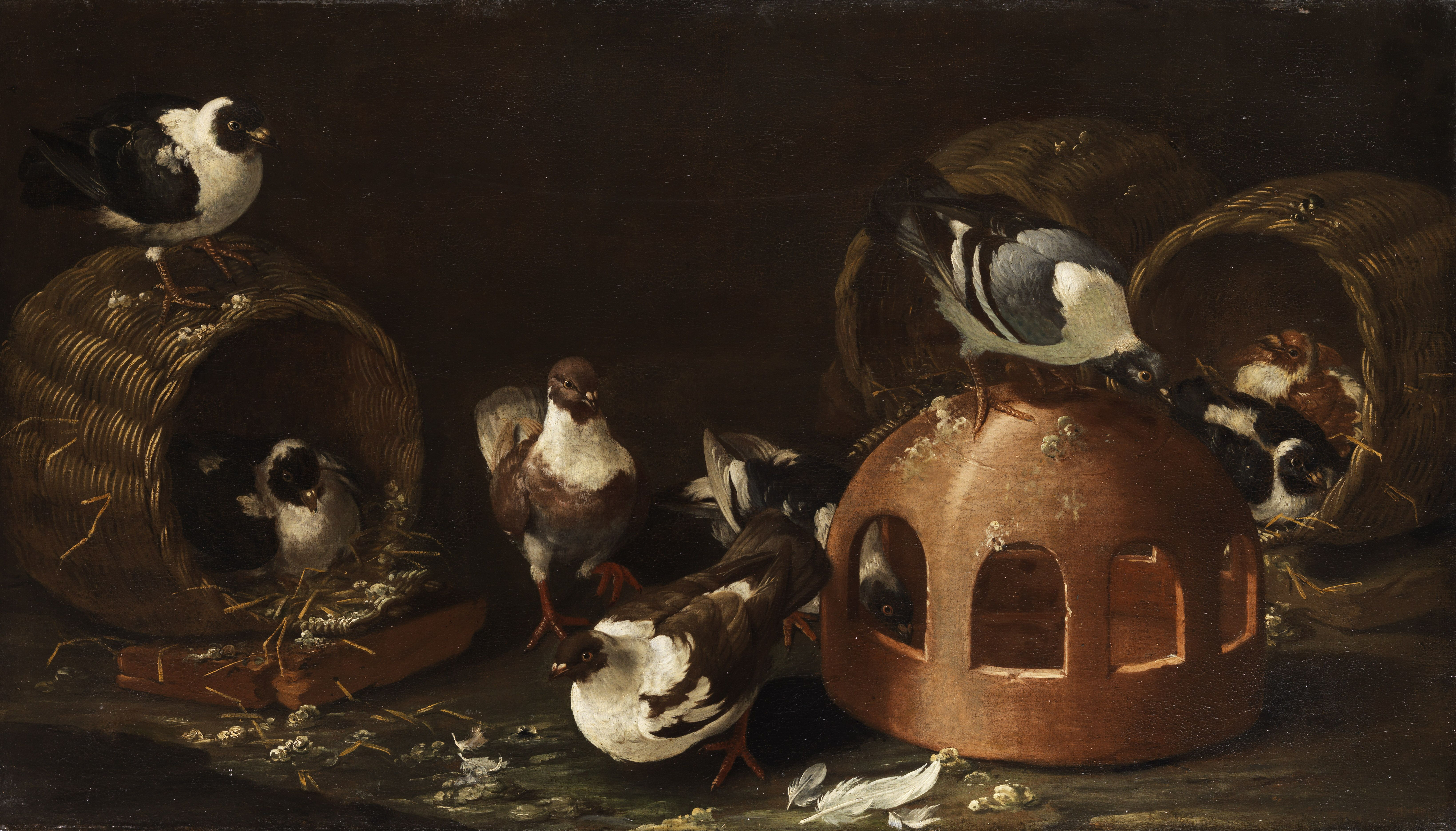
鳩の籠と餌箱
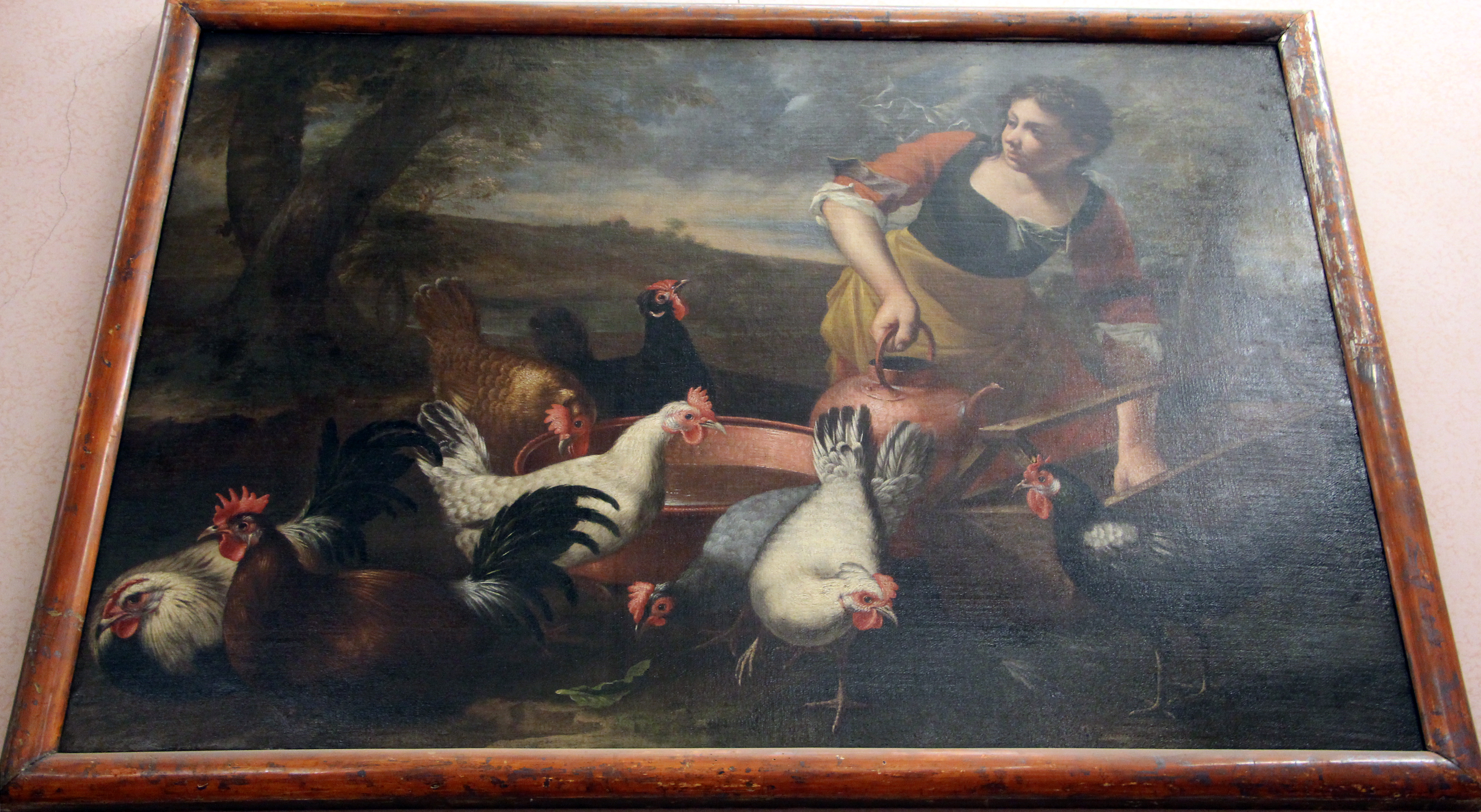
ニッコロ・カッサーナと共作『農婦と鶏』